# خوان مانوئل اینسورالده
خوان مانوئل اینسورالده (انگلیسی: Juan Manuel Insaurralde؛ زادهٔ ۳ اکتبر ۱۹۸۴) بازیکن فوتبال اهل آرژانتین است.
از باشگاه‌هایی که در آن بازی کرده‌است می‌توان به باشگاه فوتبال پائوک، باشگاه فوتبال بوکا جونیورز، باشگاه فوتبال نیولز اولد بویز، باشگاه فوتبال کولو-کولو، و باشگاه فوتبال اسپارتاک مسکو اشاره کرد.
وی همچنین در تیم ملی فوتبال آرژانتین بازی کرده‌است.